# سوني فوكس (صحفي رياضي)
سوني فوكس (بالإنجليزية: Sonny Fox)‏ هو صحفي رياضي أمريكي، ولد في 17 يونيو 1925 في بروكلين في الولايات المتحدة.

## وصلات خارجية
- سوني فوكس على موقع IMDb (الإنجليزية)
- سوني فوكس على موقع قاعدة بيانات برودواي على الإنترنت (الإنجليزية)
- سوني فوكس على موقع قاعدة بيانات الفيلم (الإنجليزية)